# Универзитет Уједињених нација
Универзитет Уједињених нација (енгл. United Nations University, јап. 国際連合大学) је истраживачки центар и академски огранак Уједињених нација. Седиште се налази у Токију. Са дипломатским статусом институције УН, његова мисија је да помогне у решавању глобалних питања у вези са људским развојем и благостањем кроз колаборативно истраживање и образовање.